# كاري تود
كاري تود هو سياسي أمريكي، ولد في 31 ديسمبر 1947. نشط حزبياً في الحزب الجمهوري. وقد انتخب عضو مجلس نواب تينيسي ‏.